# Dobro jutro, Vietnam
Dobro jutro, Vietnam (angleško Good Morning, Vietnam) je ameriški komično-dramski vojni film iz leta 1987, ki ga je režiral Barry Levinson po scenariju Mitcha Markowitza. Dogajanje je postavljeno v Sajgon leta 1965, v čas vietnamske vojne. V glavni vlogi nastopa Robin Williams kot radijski DJ ameriške vojaške postaje AFRS, ki postane močno priljubljen med vojaki, toda s svojim neposrednim stilom tudi razjezi nadrejene. Zgodba ohlapno temelji na izkušnjah radijskega DJ-ja postaje AFRS Adriana Cronauerja. Večina Williamsove igre Cronauerjevih radijskih oddaj je bilo improviziranih. 
Film je bil premierno prikazan 23. decembra 1987 v omejenem številu kinematografov, 15. januarja 1988 pa je bila splošna premiera. Izkazal se je tako za finančno uspešnega z več kot 123 milijona USD prihodkov ob 13-milijonskem proračunu, kot tudi dobro ocenjenega s strani kritikov. Williams je za svojo igro prejel zlati globus za najboljšega igralca v glasbenem ali komičnem filmu ter bil nominiran za oskarja in nagrado BAFTA za najboljšega igralca. Ameriški filmski inštitut je film leta 2000 uvrstil na stoto mesto lestvice stotih najbolj smešnih ameriških filmov vseh časov.

## Vloge
- Robin Williams kot Adrian Cronauer
- Forest Whitaker kot Edward Garlick
- Tung Thanh Tran kot Tuan
- Chintara Sukapatana kot Trinh
- Bruno Kirby kot por. Steven Hauk
- Robert Wuhl kot Marty Lee Dreiwitz
- J. T. Walsh kot nar. major Dickerson
- Noble Willingham kot gen. Taylor
- Richard Edson kot voj. Abersold
- Richard Portnow kot Dan »The Man« Levitan
- Floyd Vivino kot Eddie Kirk
- Juney Smith kot Phil McPherson
- Củ Bà Nguyễn kot Jimmy Wah